# Lluís Ferrer-Vidal i Soler
Lluís Ferrer-Vidal i Soler (Barcelona, 13 de novembre de 1861 - ibídem, 15 d'abril de 1936) fou un destacat empresari, mecenes i polític català, diputat a les Corts Espanyoles, prohom de la societat barcelonina, Cavaller de la Gran Creu de la Reial Orde Civil d'Alfons XII.

## Família
Lluís Ferrer-Vidal era fill de Josep Ferrer i Vidal, fundador de la saga dels Ferrer-Vidal, coneguda família de l'aristocràcia catalana, i de Concepció Soler i Serra. Era germà de Josep Ferrer-Vidal i Soler, I marquès de Ferrer-Vidal, i de Joan Ferrer-Vidal i Soler.
Alhora, era gendre d'Andreu Llauradó i Fàbregas, cunyat d'Ignasi Girona i Vilanova i de Josep Maria Pallejà i de Bassa, III marquès de Montsolís, i rebesoncle de Joaquim Gay de Montellà i Ferrer-Vidal.

## Trajectòria
Lluís Gonçaga Cristòfor Estanislau Ferrer i Soler va néixer al passatge Dormitori de Sant Francesc de Barcelona, fill de Josep Ferrer i Vidal, de Vilanova i la Geltrú, i de Concepció Soler i Serra, natural de l'Havana.
De carrera Enginyer Industrial en l'especialitat de Mecànica (promoció del 1883 de la Universitat de Barcelona) creà el 1901 amb el seu fidel amic, i cunyat del seu germà Josep, Eusebi Güell i Bacigalupi, futur primer comte de Güell, la primera fàbrica de ciment Portland a Espanya, amb forns rotatoris i sota el nom de Companyia General d'Asfalts i Portland "ASLAND" de la que Ferrer-Vidal fou el seu primer Gerent i Director General. Fou president del Foment del Treball Nacional, de la Societat Econòmica d'Amics del País, fou director de Duanes, vicepresident de la Universitat Industrial de Barcelona i el 1904 fou cofundador de La Caixa, Caixa de Pensions per a la Vellesa i Estalvis, de la qual fou president des de 1904 fins a la seva mort. També fou president de la Cambra Oficial d'Indústria de Barcelona durant la Primera Guerra Mundial. Amb Francesc Moragas i Barret va redactar l'Ideari de previsió social de La Caixa, on advocava per la conciliació social entre treballadors i empresaris.
Alhora, va col·laborar a les revistes La Renaixensa i La Revista Regional. Va presidir la Unió Regionalista, nom que va rebre l'octubre de 1899 la Junta Regional d'Adhesions al programa del general Polavieja. Després milità a la Lliga Regionalista, amb la qual fou diputat per Barcelona a les eleccions generals espanyoles de 1907 per la Solidaritat Catalana, i posteriorment a les de 1910, 1914 i 1916. Participà en el cicle de conferències organitzat per la Lliga sobre El pensament català davant del conflicte europeu (1915), on va preocupar-se per una possible crisi per sobreproducció. Es va casar amb Edith de Llauradó i Pla-Carreras (1869-1926), filla d'Andreu Llauradó i Fàbregas i de Maria Edith Pla-Carreras i Ravé, per tant filla d'il·lustre família vinculada amb la Universitat de Barcelona, ja que era neboda de l'acadèmic Antoni Ravé i Bergnes de Les Cases i besneta de l'escriptora Joana Bergnes de Les Cases, la germana gran del famós hel·lenista i editor Antoni Bergnes de Les Cases, rector de l'esmentada universitat i senador.
Fou pare d'en Lluís Ferrer-Vidal de Llauradó, cofundador el 1916 de "Cubiertas y Tejados S.A. Cía. Gral. de Construcciones", Conseller d'Asland i de La Caixa, avi d'en Santiago Ferrer-Vidal i Turull qui creà la Companyía Ferreco i besavi d'en Luis Ferrer-Vidal i Cortella actual Director Comercial i d'Exportaciò de Lafarge Cementos Espanya (filial de la multinacional francesa Lafarge, que va entrar el 1989 a la cimentera ASLAND fundada pel biografiat).

## Obres
- Reseña histórica del trabajo industrial de Cataluña
- Necesidad de l'armonía entre los adelantos del orden físico y los actos morales del hombre
- Mejoras morales de que es susceptible la ciudad de Sabadell i medios prácticos de realizarlas
- Los grandes inventos del presente siglo
- Comentario a los capítulos LX y LXI de la segunda parte del Quijote i biografía de Cervantes
- Influencia de la novela en las costumbres